# Susanne Kaiser (Schriftstellerin)
Susanne Kaiser (geboren 1932 in Heilbronn; gestorben 2007 in München) war eine deutsche Übersetzerin und Autorin.

## Leben
Kaiser studierte in Tübingen und Paris Romanistik, Germanistik und Anglistik. Anschließend arbeitete sie als Übersetzerin und freie Autorin. Im Jahr 1994 wurde sie für ihren Roman Von Mädchen und Drachen mit dem Phantastikpreis der Stadt Wetzlar ausgezeichnet. Sie war mit Joachim Kaiser verheiratet. Aus der Ehe gingen zwei Kinder hervor, die Regisseurin Henriette Kaiser (* 30. Dezember 1961) und der Sportredakteur Philipp Kaiser (* 29. August 1963). 

## Werke
- Von Mädchen und Drachen. Suhrkamp Verlag, Frankfurt am Main 1994, ISBN 978-3-518-40595-6.
- Auf Albatros' Schwingen. Kindler Verlag, München 1997, ISBN 978-3-463-40314-4.
- Im Schatten der Tosca. Deutscher Taschenbuch Verlag, München 2008, ISBN 978-3-423-24696-5.

## Auszeichnungen
- 1994: Phantastikpreis der Stadt Wetzlar für Von Mädchen und Drachen[1]